# La Petite Décharge
La Petite Décharge är ett vattendrag i Kanada.   Det ligger i provinsen Québec, i den östra delen av landet, 500 km nordost om huvudstaden Ottawa.
I omgivningarna runt La Petite Décharge växer i huvudsak blandskog. Runt La Petite Décharge är det ganska glesbefolkat, med 27 invånare per kvadratkilometer.